# Børge Johan Schultz
Børge Johan Schultz (* 24. Juli 1764 in Ringsaker; † 18. August 1826 in Breili, Østre Toten) war ein norwegischer Beamter und Inspektor in Grönland.

## Leben

### Frühes Leben
Børge Johan Schultz war der Sohn des Majors Christopher Jørgen Schultz (1725–1773) und Johanne Crantz Eeg (1739–1824). Er stammte aus der norwegischen Mittelklasse und wurde zuhause unterrichtet. Danach war er bei verschiedenen norwegischen Beamten angestellt, bevor er nach Kopenhagen zu ziehen, um an der dortigen Universität Jura zu studieren. Am 30. Juli 1788 legte er das juristische Examen ab. Die folgenden zwei Jahre hielt er sich in Kopenhagen auf und suchte nach einer Anstellung.
Nur 25 Jahre alt wurde er am 17. März 1790 zum Inspektor von Nordgrönland ernannt, nachdem sein Vorgänger Jens Clausen Wille wegen seiner Verschwendungssucht entlassen worden war. Gemeinsam mit seiner deutlich älteren Verlobten Martinette Christine Eeg (1753–1836) reiste er nach Norwegen, um sich von seiner verwitweten Mutter zu verabschieden. Sie war die Tochter des Vogts Jacob Andreas Eeg (um 1715–1787) und seiner Frau Elisabeth Leganger (1720–1779). Schultz und seine Verlobte waren Halbcousins und heirateten am 12. Juli 1790 in Eidsvoll. Nach der Hochzeit reisten beide wieder zurück nach Kopenhagen, um von dort aus an Bord der Jomfru Giertrud nach Grönland zu reisen.

### Zeit als Inspektor
Sein Vorgänger hatte die Kolonie aufgrund seines Charakters unzureichend verwaltet und der neue Inspektor musste anfangs in der Amtsführung aufräumen. Er wurde anschließend schnell von englischen Walfängern herausgefordert, die zu diesem Zeitpunkt die größte Gefahr für den dänischen Kolonialhandel darstellten. Sie boten der grönländischen Bevölkerung bessere Waren im Tausch für ihren Fang als die Dänen es taten, raubten die Bevölkerung aber auch aus oder füllten sie mit Alkohol ab und setzten sie anschließend auf abgelegenen Inseln ab. Als Schultz einmal selbst englischen Matrosen einige Robbenfelle stahl, raubten diese bei der Bevölkerung weitere Robbenfelle. Der Inspektor erzählte anschließend der Bevölkerung, dass das die Folge davon war, mit den Engländern zu handeln. Einige versprachen daraufhin ihre Loyalität zu den dänischen Kolonisatoren, während andere Schultz die Schuld gaben, weil er den Engländern ihre einvernehmlich ertauschten Waren gestohlen hatte. Der Konflikt zwischen Dänen und Engländern spitzte sich zu, sodass Schultz in einem Schreiben die Ausweitung des Seeterritoriums auf vier Seemeilen verlangte, was die Schließung der Diskobucht für fremde Schiffe zur Folge gehabt hätte. Darauf wollte sich die dänische Regierung nicht einlassen. Stattdessen wurden Marinesoldaten und bewaffnete Schiffe nach Grönland geschickt und der Inspektor erhielt das Recht Militäruniform zu tragen und Wimpel an seinem Schiff zu führen. Er ging anschließend bei jedem englischen Schiff in Sichtweite an Bord und verlas das Verbot über den Handel mit der grönländischen Bevölkerung. Die Drohung mit militärischer Gewalt und Konfiszierung der Schiffe zeigte Wirkung, auch wenn sich weiterhin viele englische Walfängerschiffe in der Gegend aufhielten. Es mussten zu keinem Zeitpunkt wirklich Waffengewalt angewendet werden. Später kaufte der Inspektor einem der Walfängerschiffe sogar eine Harpune ab.
Børge Johan Schultz hatte auch mit anderen Herausforderungen zu kämpfen. Der Kolonialdistrikt Egedesminde war infolge der großen Epidemie von 1785/86 völlig zusammengebrochen und Bevölkerung und Wirtschaft mussten wieder aufgebaut werden, was dem vom Inspektor eingesetzten Kolonialverwalter Marcus Nissen Myhlenphort gelang. 1790 wurde der Kolonialdistrikt Upernavik aufgelöst, aber 1793 schlug Schultz die Neugründung vor und nach einer dreijährigen Testphase wurde der Handel 1796 wieder aufgenommen. Als erster bemühte Schultz sich auch darum, Handelsplätze außerhalb der Kolonien zu errichten, die späteren Udsteder, und auf diese Weise entstanden die Handelsplätze Diskofjord, Rifkol und Qummarfik. 1792 mussten aus finanziellen Gründen in beiden Inspektoraten zahlreiche Missionsdistrikte zusammengelegt werden, was Schultz sehr bekümmerte, sodass er vorschlug, dass der Handel die Mission finanzieren sollte, was abgelehnt wurde. Der Inspektor setzte sich auch für das Gesundheitswesen ein, sodass unter ihm mit Theodor Christian Eulner der erste vom Handel angestellte Arzt eingestellt wurde. Er setzte sich auch für eine Lockerung der Regelungen für Ehen zwischen Europäern und Grönländerinnen ein.
Aus gesundheitlichen Gründen bat Børge Johan Schultz schließlich um seinen Rücktritt, der ihm am 27. Mai 1796 genehmigt wurde. Zu seinem Nachfolger wurde der südgrönländische Inspektor Claus Bendeke auserkoren, aber da Schultz freiwillig noch ein Jahr lang im Amt blieb, konnte Bendeke das Amt erst 1797 übernehmen, sodass dessen Nachfolger Niels Rosing Bull ebenfalls ein Jahr lang auf die Amtsübernahme warten musste. Am 4. August 1797 machte Børge Johan Schultz sich auf die Heimreise nach Europa.
Aus seiner Ehe gingen zwei Kinder hervor, die beide während seine Inspektorenzeit in Qeqertarsuaq geboren wurden. Der Sohn Jørgen Christopher wurde am 22. Juli 1792 geboren und die Tochter Gjertrud Dorothea am 5. August 1794.

### Spätes Leben
Nach seiner Rückkehr nach Europa war er drei Jahre lang arbeitslos, bevor er am 31. Dezember 1800 zum Vogt in Toten, Vardal und Biri in der Region Gjøvik ernannt wurde. Er hatte seinen Sitz auf dem Hof Breili in der heutigen Kommune Østre Toten. Im November 1802 starb der zehnjährige Sohn Jørgen Christopher und nur zwei Monate später im Januar 1803 die Tochter Gjertrud Dorothea. Børge Johan Schultz verwaltete die Kornkammer der Vogtei und als es 1812/13 zu einer Hungersnot in Norwegen kam, zwang die aufgebrachte Bevölkerung den im Übrigen als äußerst wohlernährten Mann bekannten Schultz zur Herausgabe der Kornvorräte. 1823 verschlechterte sich seine Gesundheit. Er litt unter einer Herzkrankheit und hatte mehrere Schlaganfälle, sodass am 9. August 1825 sein gesundheitlich bedingtes Rücktrittsgesuch angenommen wurde. Er starb im Folgejahr am 18. August 1826 im Alter von 62 Jahren. Seine Witwe starb 1836 im Alter von 83 Jahren.